# Dietlind
Dietlind ist ein weiblicher Vorname.

## Herkunft und Bedeutung
Der Name ist aus den beiden Namenselementen theodo „Volk“ und lind „Schlange (Kenntnis des Geheimen)“ oder „Schild“ zusammengesetzt. Eine frühe Namensträgerin ist die Langobardenkönigin Theudelinde.
Als literarische Figur trägt die Tochter Rüdigers von Bechelaren in der mittelhochdeutschen Dichtung der Nibelungenklage den Namen Dietlind.

## Namenstag
Namenstag von Dietlind ist der 22. Januar.

## Bekannte Namensträgerinnen
- Dietlind Falk (* 1985), deutsche literarische Übersetzerin
- Dietlind Grabe-Bolz (* 1957), deutsche Musikerin, Pädagogin und Oberbürgermeisterin der Stadt Gießen
- Dietlind Konold, deutsche freischaffende Bühnen- und Kostümbildnerin
- Dietlind Petzold (* 1941), deutsche Bildhauerin und Malerin
- Dietlind Preiss (1940–2021), deutsche Bildhauerin
- Dietlind Tiemann, geb. Titze (* 1955), deutsche Politikerin (CDU)
- Dietlind Weinland (* 1959), deutsche Juristin und Richterin am Bundesgerichtshof